# Лобань
Лоба́нь — река в Кировской области, правый приток реки Кильмезь (бассейн Волги). Длина реки составляет 169 км (от истока реки Белая Лобань — 207 км). Площадь водосборного бассейна — 2810 км². Уклон реки — 0,2 м/км. Устье реки находится в 71 км по правому берегу реки Кильмезь.

## Течение

Бассейн Вятки

Река образуется слиянием рек Белая Лобань и Чёрная Лобань в 17 км к юго-западу от посёлка Богородское. Генеральное направление течения — юго-восток. Большая часть течения проходит по ненаселённому заболоченному лесу, в среднем течении на берегах деревни Тат-Бояры, Каменный Перебор и Рыбная Ватага (все — Рыбно-Ватажское сельское поселение). В верхнем течении образует границу Богородского района и Немского района, затем течёт по Немскому, ниже вновь по реке идёт граница Немского и Кильмезского районов; нижнее течение лежит в Кильмезском. В нижнем течении русло реки извилистое, река образует многочисленные меандры и старицы. Впадает в Кильмезь в 10 км к северо-востоку от посёлка Кильмезь.
Высота истока — 117,6 м над уровнем моря. Высота устья — 76,8 м над уровнем моря.

## Притоки (км от устья)
- 34 км: река Ломик (пр)
- река Китья (лв)
- река Ерыг (лв)
- 52 км: река Лумпунчик (лв)
- 62 км: река Вычка (в водном реестре — река без названия, лв)
- 77 км: река Вахма (лв)
- 83 км: река Изерь (пр)
- 94 км: река Керзя (лв)
- 100 км: река Осиновка (пр)
- 105 км: река Сердик (лв)
- река Икма (пр)
- 118 км: река Плоская (пр)
- река Медкоедка (пр)
- 126 км: река Еранка (лв)
- 143 км: река Андык (лв)
- 152 км: река Козлянка (пр)
- река Пучазь
- 169 км: река Белая Лобань
- 169 км: река Чёрная Лобань

## Данные водного реестра
По данным государственного водного реестра России относится к Камскому бассейновому округу, водохозяйственный участок реки — Вятка от водомерного поста посёлка городского типа Аркуль до города Вятские Поляны, речной подбассейн реки — Вятка. Речной бассейн реки — Кама.
Код объекта в государственном водном реестре — 10010300512111100039689.